# 黎文秋
黎文秋（1915年8月15日—？），律師、記者、教授，:776越南共和國政治人物，曾擔任越南共和國司法部長和代理外交部長。

## 生平
1915年8月15日，黎文秋出生於法屬印度支那南圻西貢（今越南胡志明市）。:776
黎文秋擁有法律執業學位，後進修政治經濟學。:776
1938年至1940年期間，法軍在越南土龍木等地建立了軍官和士官訓練學校，楊文明（後來的越南共和國軍大將，末任越南共和國總統）和黎文秋曾就讀於土龍木的軍校。:776
法越戰爭期間，黎文秋於1945年加入了越南國家獨立黨和抗法抵抗陣線。:776
1963年，任人士委員會成員。:776
1964年11月，黎文秋當選越南共和國國家高級委員會主席。
1968年至1974年，黎文秋擔任越南共和國司法部長。:776

## 個人生活
根據1974年出版的《越南名人錄》，黎文秋已婚，有三個子女。:776

## 榮譽
- 中華民國大綬景星勳章（1970年8月11日批准）[11]